# 柳玉烈
柳玉烈（韓語：유옥렬，1973年3月1日—），韩国男子竞技体操运动员。他曾获得1991年、1992年世界体操锦标赛男子跳马冠军，以及1992年夏季奥运会体操比赛男子跳马铜牌。